# ستيلان برينيل
ستيلان برينيل Stellan Brynell (ولد في 28 سبتمبر 1962) لاعب شطرنج سويدي يحمل لقب أستاذ كبير.
- فاز ببطولة السويد للشطرنج عام 1991 و2005.
- لعب لنادي شطرنج ليمهامنس إس كي السويدي.
- مثل السويد في أولمبيادات الشطرنج أعوام 1992، 1998، 2000، 2002 و2004.
- شارك في في بطولة فرق أوروبا للشطرنج أعوام 1989، 1999، 2001، 2003 و2005.

## وصلات خارجية
- ستيلان برينيل على موقع الاتحاد الدولي للشطرنج (الإنجليزية)
- ستيلان برينيل على موقع مباريات الشطرنج (الإنجليزية)
- ستيلان برينيل على موقع 365Chess.com (الإنجليزية)
- ستيلان برينيل على موقع Chesstempo.com (الإنجليزية)
- ستيلان برينيل على موقع اتحاد المراسلات الدولية للشطرنج (الإنجليزية)
- ستيلان برينيل سجل أولمبياد الشطرنج على موقع OlimpBase.org (الإنجليزية)